# Santiago Peña
Santiago Peña Palacios, né le 16 novembre 1978 à Asuncion, est un homme d'État paraguayen. 
Après avoir été membre de la Banque centrale (2000-2009) et ministre des Finances (2015-2017), il est candidat victorieux du Parti colorado (ANR-PC) à l'élection présidentielle de 2023 et prend ses fonctions de président de la République le 15 août 2023.

## Situation personnelle
Santiago Peña est professeur d'économie de profession. Il devient père à l'âge de 17 ans et se marie à 18 ans durant ses études, puis il travaille tôt.
Il a suivi des études à l'université Columbia de New York.

## Parcours politique

### Débuts
Membre du PLRA à partir de 1996, il siège à la Banque centrale du Paraguay entre 2000 et 2009.
Il travaille au siège du Fonds monétaire international (FMI) à Washington à partir de 2009.
En 2015, sous la présidence de Horacio Cartes, il est nommé ministre des Finances. Il quitte ses fonctions en 2017 pour se présenter à la primaire du Parti Colorado en vue de l'élection présidentielle de 2017 mais échoue face à Mario Abdo.
En 2018, après la fin du gouvernement Cartes, il rejoint le conseil d'administration de Banco Basa, propriété du groupe Cartes, le conglomérat d'entreprises de l'ancien président.

### Campagne présidentielle de 2023
En décembre 2022, il est désigné candidat du Parti colorado à l'issue des primaires de ce parti, qui se déchire. Des accusations de corruption ciblent le vice-président de la République, Hugo Velázquez Moreno, entraînant son retrait des primaires.
Pendant la campagne, Santiago Peña joue la carte du dynamisme et d’un certain renouveau générationnel. Il tente de prendre ses distances avec son mentor et chef du parti, l’ancien président Horacio Cartes (2013-2018), mis en cause dans plusieurs affaires de corruption.
Alors que les derniers sondages le donnaient au coude-à-coude avec Efraín Alegre, il l'emporte avec 42,7 % des voix, contre 27,5 % au candidat centriste, lors de l'unique tour du scrutin.
Des manifestations éclatent contre de supposées fraudes et conduisent à plus de 200 arrestations.

### Président de la République
Il prend ses fonctions le 15 août 2023, succédant à Mario Abdo.

## Prises de position
Héritier de la dictature d'Alfredo Stroessner, conservateur hostile au droit à l'avortement et à la légalisation du mariage homosexuel, il se présente en garant des traditions et de la famille, face à un monde « déshumanisé ».
Il déclare également vouloir transférer l'ambassade paraguayenne en Israël de Tel-Aviv à Jérusalem.
Peña ne communique pas sur les thèmes du changement climatique et de la déforestation, bien que le Paraguay soit l'un des pays les plus touchés au monde par cette question avec 4,7 millions d'hectares de forêts perdus entre 2004 et 2021 — soit une superficie plus grande que le territoire suisse.
Pendant la guerre de Gaza, il est avec le président argentin Javier Milei l'un des plus fervents soutiens du gouvernement de Benyamin Netanyahou parmi les dirigeants d'Amérique latine. Le Paraguay est à l'ONU l’un des rares États à voter systématiquement contre les résolutions appelant à un cessez-le-feu et à l’assistance humanitaire dans la bande de Gaza. En décembre 2024, l’ambassade paraguayenne en Israël est déplacée à Jérusalem, une décision qui rompt avec le consensus diplomatique international sur le statut de la ville. En juin 2025, après les bombardements israéliens et américains contre l'Iran, le gouvernement paraguayen publie un communiqué dans lequel il « réaffirme son soutien » à l’État israélien.
Il présente son gouvernement comme « le meilleur allié des États-Unis dans la région. »